# Bo-Katan Kryze

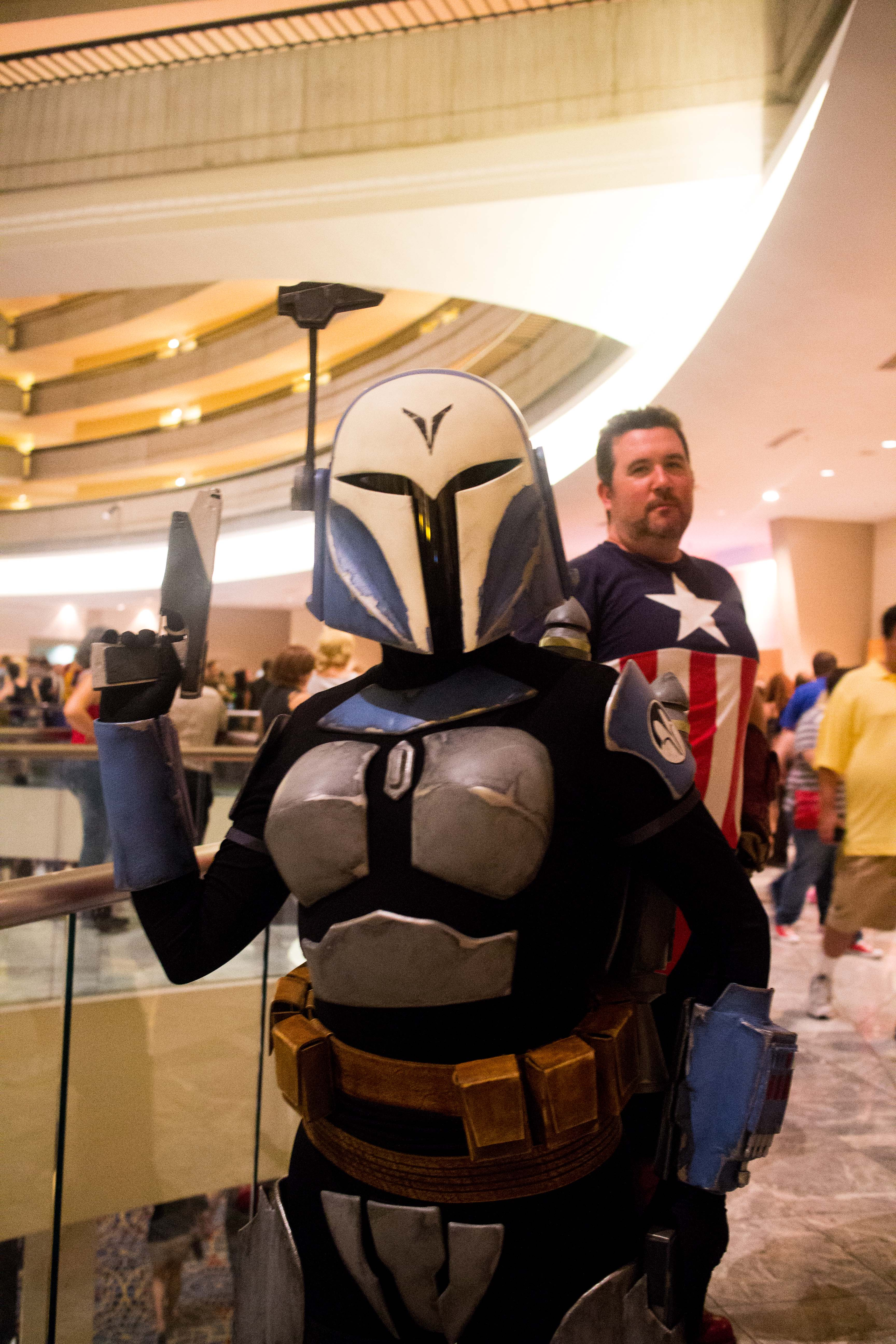
Cosplayer di Bo-Katan Kryze

Bo-Katan Kryze è un personaggio immaginario dell'universo fantascientifico di Guerre stellari, appartenente alla cultura mandaloriana.
Doppiata nei prodotti di animazione da Katee Sackhoff, l'attrice ne impersona il ruolo nella seconda stagione di The Mandalorian, nell'episodio 11, per la prima apparizione in live action del personaggio.
Bo-Katan è sostanzialmente un personaggio senza scrupoli e assetato di potere.
Membro del gruppo mandaloriano noto come Ronda della morte agli ordini di Pre Vizsla, durante le guerre dei cloni, si opponeva agli ideali di sua sorella, la duchessa Satine Kryze, fino a quando il potere della Ronda non fu usurpato da Darth Maul: allora formò i Gufi della Notte per opporsi a lui. Un anno dopo, una volta che Maul fu cacciato da Mandalore, Kryze divenne brevemente reggente di Mandalore fino al suo rifiuto di assoggettarsi all'imperatore Palpatine, lasciando al potere il clan Saxon. Schierandosi con il Clan Wren durante la guerra civile mandaloriana, accettò la spada oscura da Sabine Wren, per guidare ancora una volta il popolo mandaloriano.

## Caratteristiche del personaggio
La caratterizzazione di Bo-Katan Kryze ha una traiettoria interessante attraverso l'universo canonico di Star Wars, iniziando come cattiva in Star Wars: The Clone Wars, diventando un eroe di Star Wars Rebels e finendo come figura ambigua in The Mandalorian.
Membro fedele del gruppo integralista mandaloriano della Ronda della Morte, Bo-Katan era una convinta sostenitrice dei vecchi usi guerrieri di Mandalore.
Nella sua prima apparizione Bo-Katan aiuta l'allora leader Pre Vizsla a terrorizzare e uccidere un villaggio di persone innocenti, per dimostrare la forza della Ronda della Morte, e cerca di uccidere Ahsoka Tano.  Verso la fine delle guerre dei cloni, lei e il resto della Ronda diventano alleati di Darth Maul, aiutandolo a formare l'organizzazione criminale nota come Collettivo Ombra per conquistare Mandalore prima di attaccare Maul: metà dei membri della Ronda si rifiutano di unirsi a Maul dopo che lui, nella tradizione mandaloriana, ha ucciso Pre Vizsla per diventare il sovrano di Mandalore. Nel seguito della guerra, diventa un'alleata dei Jedi e dei Clone Troopers, combattendo per riconquistare Mandalore dal Sith e, in seguito, dall'Impero. Sebbene la Ronda della Morte non si sia unita formalmente alla Ribellione, entrambi hanno collaborato per sconfiggere il clan Saxon e indebolire il potere dell'Impero su Mandalore.
Sia in The Clone Wars che in Rebels, l'apparente eroismo di Bo-Katan è il risultato della condivisione di un nemico comune ai protagonisti. Bo-Katan è una assassina e una terrorista, motivata dal potere e da una visione tradizionalista della cultura mandaloriana. Bo-Katan accusa Din Djarin di far parte di un culto di fanatici religiosi perché egli si rifiuta di togliersi l'elmo, ma il fondamentalismo di Kryze ha contribuito a molteplici guerre civili a Mandalore. La destabilizzazione di Mandalore, a cui lei e Pre Vizsla hanno contribuito, ha portato a innumerevoli morti, compresi di civili mandaloriani. Durante il regno dell'Impero, l'unico interesse di Bo-Katan è rivendicare Mandalore. A parte i due episodi all'inizio della quarta stagione di Rebels, Bo-Katan non è mai raffigurata come un aiuto alla Ribellione nel liberare la galassia dall'oppressione imperiale.
I veri valori di Bo-Katan sono mostrati in The Mandalorian: è disposta ad aiutare Din Djarin solo se questo va a vantaggio del suo obiettivo di riacquistare la darksaber da Moff Gideon. Quando Din lo sconfigge, diventa inavvertitamente il legittimo proprietario dell'arma, portando ad uno scenario in cui Bo-Katan si è sentita tradita pur sapendo che era avvenuto per errore. Il finale della seconda stagione di The Mandalorian si conclude prima che il conflitto tra Din Djarin e Bo-Katan possa svilupparsi ulteriormente.

## Apparizioni

### Animazione
- Star Wars: The Clone Wars
- Star Wars Rebels

### Live action
- The Mandalorian

### Pubblicazioni
- Anders, Lou,, Chhibber, Preeti, e Ursu, Anne,, Star Wars, the Clone Wars : stories of light and dark, 1ª ed., ISBN 978-1-368-05729-5, OCLC 1130369619.
- Lucasfilm, Ltd., Star Wars. The clone wars. Season 7. Volume 1., ISBN 978-0-7364-4164-3, OCLC 1160021349.